# Choristostigma leucostalis
Choristostigma leucostalis là một loài bướm đêm trong họ Crambidae.